# Cirkus Galliano-böckerna
Cirkus Galliano-böckerna är en serie på tre böcker av den brittiske barnboksförfattaren Enid Blyton. Böckerna skrevs tidigt i Blytons karriär som romanförfattare för ungdom, och var en av hennes första bokserier.

## Handling
Cirkusserien börjar med Mr Galliano's Circus, där huvudpersonen är Jimmy Brown. Berättelsen börjar med hur Jimmy och hans föräldrar går med i cirkusen, där Jimmys pappa får jobb som hantlangare. Jimmys samhörighet med djur för in hunden "Lucky" i hans liv. Berättelsen kretsar kring Jimmy, hans föräldrar, hans hund Lucky och de andra som Lotta, som arbetar på cirkus. Lotta är en liten tjej som rider. De andra karaktärerna inkluderar Lilliput, mannen med aporna; Stanley, clownen; Mr Tonks, ägare till elefanten Jumbo; och Lottas föräldrar, Lal och Laddo.
I den andra boken Cirkus Galliano i farten och den tredje Cirkus Galliano på nya äventyr  blir Mr Gallianos berömda cirkus större och bättre hela tiden. Madame Prunella ansluter sig till showen med sina talande papegojor, och det gör även tre nya clowner (Twinkle, Pippi och Google), en uppträdande säl och tolv zebror. Men allt börjar gå snett när en ny cirkusdirektör anländer, och till slut bestämmer sig Jimmy och Lotta, cirkusbarnen, för att något måste göras.

## Böcker
I kronologisk ordning är de tre böckerna i serien:
- Cirkus Galliano  översättare  Gunvor Håkansson (1960),[1] eng. orig. Mr Galliano's circus. (1938)
- Cirkus Galliano i farten  översättare  Gunvor Håkansson (1961),[2] eng.orig. Hurrah for the circus. (1939)
- Cirkus Galliano på nya äventyr  översättare  Gunvor Håkansson (1971),[3] eng.orig. Circus days again.m(1942)

Ytterligare en Galliano-berättelse - A Circus Adventure publicerades i tidningen Sunny Stories och trycktes om i Enid Blytons Omnibus publicerad 1952. 
Blyton skrev ytterligare två böcker som utspelar sig på en cirku utan anknytning till Cirkus Galliano: Come to the Circus! på svenska Cirkus Crack, översatt av Gunvor Gränström 1961 och Äventyrens cirkus i serien Äventyrs-böckerna.